# Bernard Saugey
Pour les articles homonymes, voir Saugey (homonymie).
Bernard Saugey, né le 3 mars 1943 à Lyon (Rhône), est un homme politique français, membre des Républicains (LR).

## Biographie
Journaliste puis Administrateur de journaux de profession, il est élu député de la 8e circonscription de l'Isère lors des élections législatives de 1993 avec 57,7 % des voix. Il est battu aux élections de 1997 par le socialiste Louis Mermaz — qu'il avait battu en 1993 — dans le cadre d'une triangulaire avec le Front national (FN).
Il est élu sénateur de l'Isère le 23 septembre 2001 et réélu le 25 septembre 2011. Il est membre du groupe UMP puis LR au Sénat. En octobre 2014, il est élu premier questeur du Sénat.
Franc-maçon, il est adhérent de la Grande Loge nationale française (GLNF) et a présidé la fraternelle parlementaire,,.
Il parraine Laurent Wauquiez pour le congrès des Républicains de 2017, lequel est élu président du parti.

## Détail des mandats et fonctions

### Au Parlement
- 2 avril 1993 – 21 avril 1997 : député de la 8e circonscription de l'Isère.
- 1er octobre 2001 – 1er octobre 2017 : sénateur de l'Isère.
- 8 octobre 2014 – 1er octobre 2017 : premier questeur du Sénat.

### Au niveau local
- 21 mars 1971 – 18 juin 1995 : maire de Saint-Just-Chaleyssin.
- 30 septembre 1973 – 27 mars 2011 : conseiller général de l'Isère (élu dans le canton d'Heyrieux).
- 1er janvier 1974 – 1er janvier 1979 : conseiller régional de Rhône-Alpes.
- 16 mars 1986 – 22 mars 1992 : conseiller régional de Rhône-Alpes.
- 27 mars 1998 – 23 mars 2001 : président du conseil général de l'Isère.

## Décorations
- Chevalier de la Légion d'honneur (2022)[8]